# Прихолмский сельсовет
Прихолмский сельсовет - сельское поселение в Минусинском районе Красноярского края.
Административный центр — посёлок Прихолмье.

## Население
| 2010 | 2012  | 2013  | 2014  | 2015  | 2016  | 2017  |
| ---- | ----- | ----- | ----- | ----- | ----- | ----- |
| 1483 | ↗1519 | ↗1534 | ↘1526 | ↘1492 | ↘1479 | ↘1476 |

## Состав сельского поселения
В состав сельского поселения входят 2 населённых пункта:
| № | Населённый пункт | Тип населённого пункта          | Население |
| - | ---------------- | ------------------------------- | --------- |
| 1 | Притубинский     | посёлок                         | 411       |
| 2 | Прихолмье        | посёлок, административный центр | 1072      |

## Местное самоуправление
Прихолмский сельский Совет депутатов
Дата избрания: 13.09.2020. Срок полномочий: 5 лет. Количество депутатов:  10
Глава муниципального образования
- Смирнов Артем Викторович. Дата избрания: 07.07.2020. Срок полномочий: 5 лет